# William Cowper
William Cowper (26. listopadu 1731 Berkhamsted, Hertfordshire – 25. dubna 1800 East Dereham, Norfolk) byl anglický preromantický básník, jeden z nejpopulárnějších básníků své doby.

## Život
Narodil se v zámožné rodině anglikánského pastora. Vystudoval Westminsterskou školu v Londýně a poté byl školen pro právnickou kariéru. Své první básně věnoval své sestřenici Theodoře, do které se nešťastně zamiloval, což nikterak nepřispělo k jeho chatrnému duševnímu zdraví (její otec totiž nesouhlasil se svatbou osob tak blízce spřízněných). Roku 1763 mu jeden příbuzný opatřil výnosné místo úředníka ve Sněmovně lordů, ale vyhlídka na to, že má podstoupit veřejný pohovor před komisí, jej rozrušila tak, že se pokusil spáchat sebevraždu a byl poslán na léčení do ústavu Collegium Insanorum v St Albans.

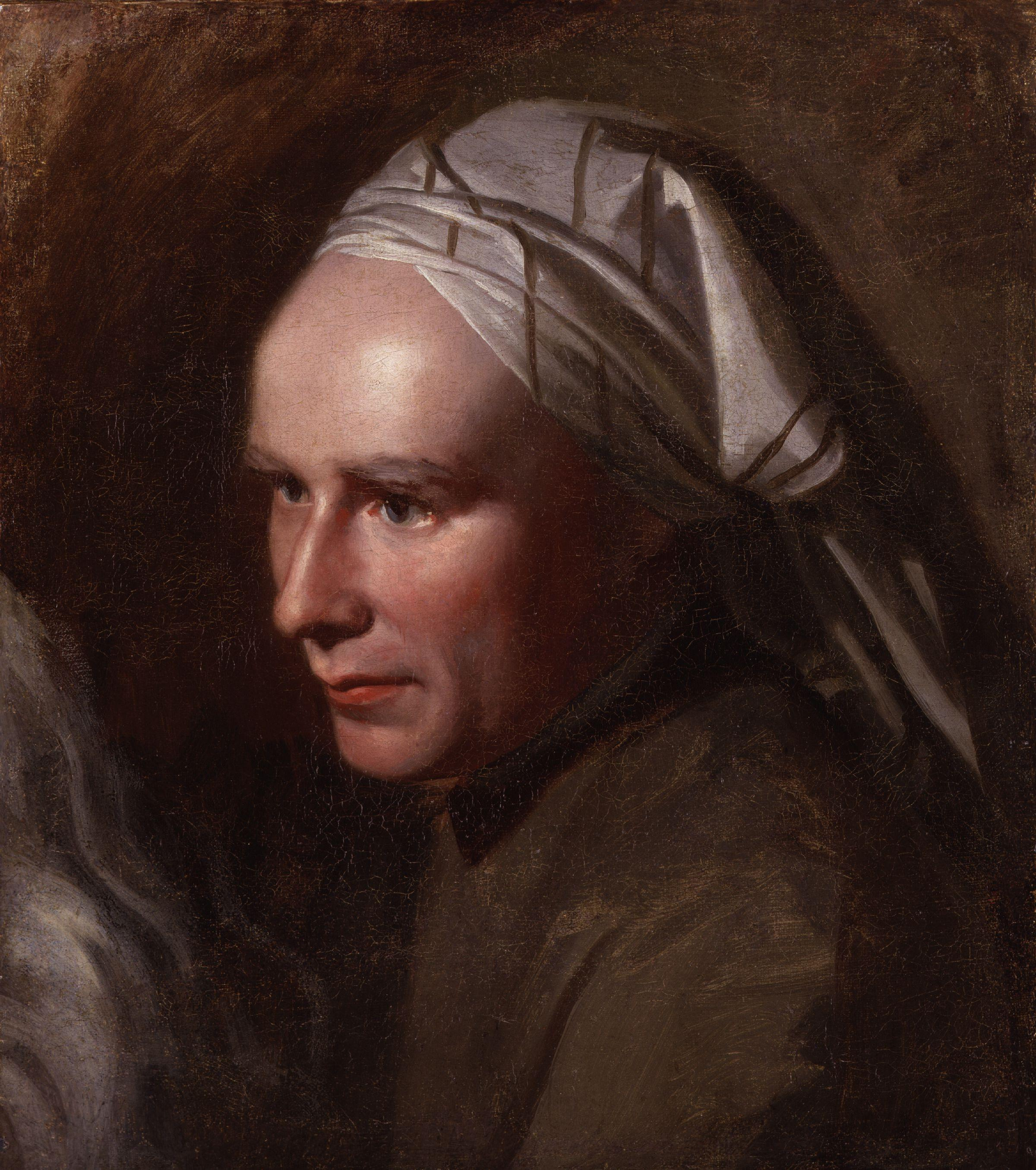
Willam Cowper na obraze Georga Romneyho.

Roku 1765 jej přijal do své domácnosti v Huntingdonu duchovní Morley Unwin se svou ženou Mary. Když Unwin o dva roky později tragicky zemřel po pádu s koně, přestěhoval se Cowper s Mary do blízkého Olney, ke svému příteli, evangelickému duchovnímu Johnovi Newtonovi. Chmurný až fanatický Newton, působil sice na Cowpera značně depresivně, ale výsledkem jejich spolupráce byl svazek chrámových písní Olneyské hymny (Olney Hymns), který byl vydán toku 1779.
Roku 1773 prožil Cowper silný záchvat šílenství, během kterého se opět pokusil o sebevraždu. Začal trpět utkvělou představou, že mu byla odepřena milost boží a že je již odsouzen k věčnému zatracení. Mary Unwinová se o něho s velkou oddanosti starala a po roce se začal zotavovat. Mary jej také povzbuzovala ke světské tvorbě. Roku 1779, poté co se přestěhoval do Londýna, začal psát znovu básně a napsal osm satir na různé náměty. V roce 1781 Cowper potkal okouzlující vdovu jménem lady Austenová, která jej inspirovala k další tvorbě. Jako námět mu z žertu určila pohovku, a tak vznikla báseň Úkol (The Task), směšnohrdinská oslava tohoto kusu nábytku parodující Miltona.

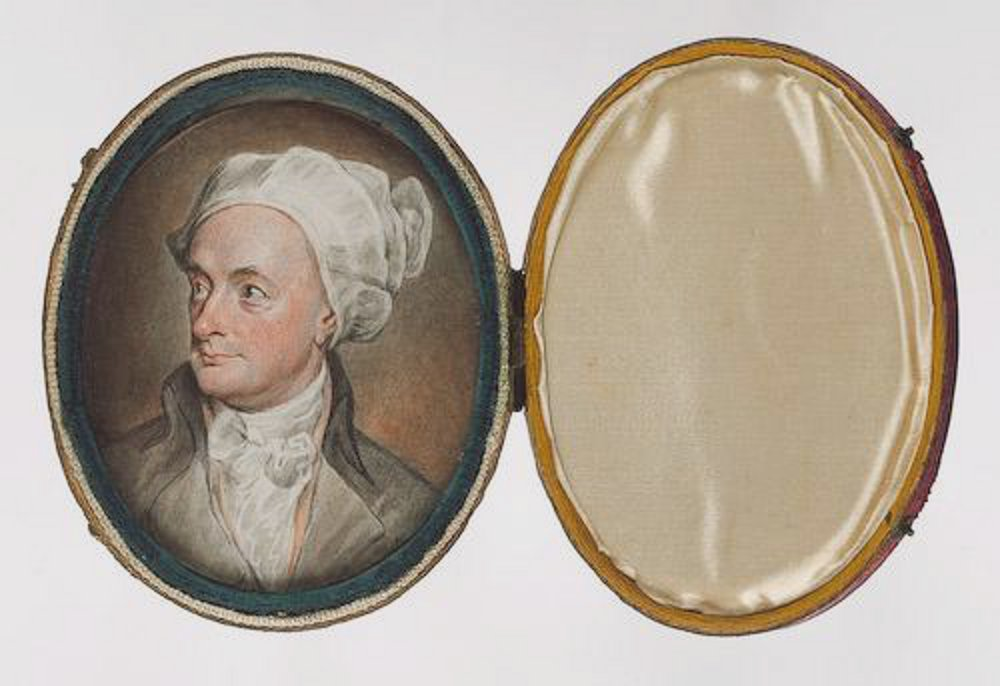
William Cowper (miniatura od Williama Blakea)

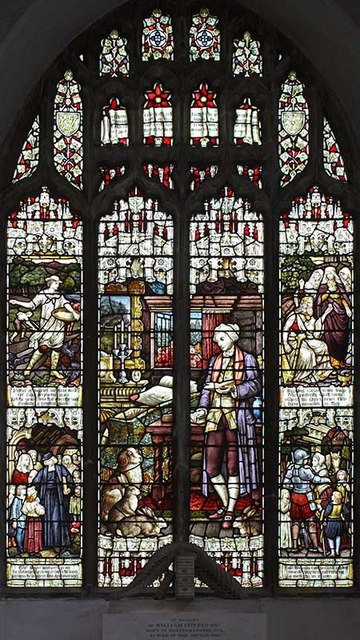
Vitráž v kostele svatého Mikuláše v East Derehamu s vyobrazením Williama Cowpera.

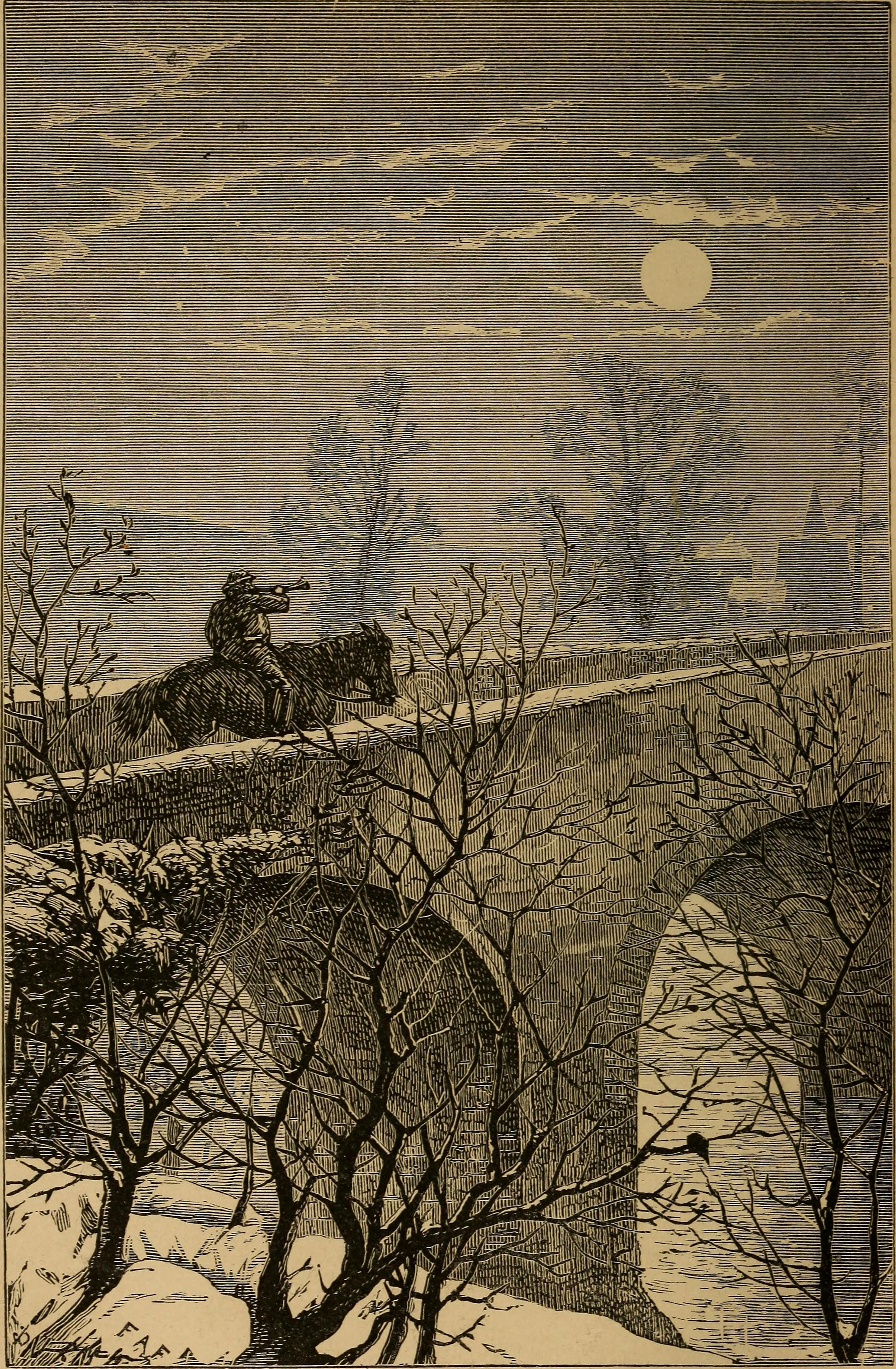
Ilustrace k vydání Cowperových básní z roku 1872.

Roku 1786 se Cowper s Mary Unwinovou přestěhoval do Westonu nedaleko Olney a snažil se uniknout melancholii překládáním Homéra (překlad vyšel roku 1791). Smrt Mary roku 1796 ho uvrhla do hluboké deprese, ze které se již nikdy nevzpamatoval. Tragickým výrazem této části jeho života je pochmurná autobiografická báseň Trosečník (The Castaway), líčící jeho životní utrpení. Zemřel na edém roku 1800 a pohřben je v Kostele svatého Mikuláše v East Derehamu. V tomto kostele je také zobrazen na jedné z vitráží.
Cowper je předním představitel básnické generace mezi Alexanderem Popem a Williamem Wordsworthem. Jeho obrovská popularita hodně souvisela s jeho obhajobu náboženských a humanitárních ideálů, protože velmi soucítil s utlačovanými a trpícími. Významnými rysy jeho poezie je upřímná náboženská vroucnost a silný citový vztah k lidem i zvířatům. Oslavoval venkovský život s jeho tradicemi, čímž vytvořil básnický protějšek k velkoměstské poezii Alexandra Popea. Často je díky svým básním Naděje (Hope) a Když jsem dostal matčin obraz (On Receipt of my Mother's Picture) řazen mezi autory tzv. hřbitovní školy. Některé jeho básně i jeho překlad Homéra trpí těžkopádným stylem, přední místo však zaujímá mezi pisateli dopisů. Jsou spontánní a přirozené a s humorem a milou laskavostí líčí drobné denní události. Souhrnně byly vydány v letech 1979–1986.

## Výběrová bibliografie
- The Winter Nosegay (1777, Zimní kytička), báseň.
- Olney Hymns (1779, Olneyské hymny), svazek chrámových písní vytvořený společně s Johnem Newtonem určených pro použití v Newtonově venkovské farnosti. Jsou výrazem tzv. evangelického sentimentu (nebo obrození), hnutí v anglikánské církvi požadující návrat k náboženskému emocionalismu jako protest proti osvícenskému racionalismu. Písně se staly velmi populární a dočkaly se mnoha vydáních. Obsahují také Cowperovu známou píseň God Moves in a Mysterious Way, His wonders to perform (Bůh tajemně si počíná, své divy konaje), kterou napsal roku 1773 těsně před záchvatem šílenství.[5]
- The Diverting History of John Gilpin (1782, Kratochvilný příběj Johna Gilpina), komická báseň ve formě jarmareční písně založená na veselé venkovské historce.[6]
- Hope (1782, Naděje), báseň.
- Epitaph on a Hare (1782, Epitaf zajíce), báseň.
- Verses supposed to be written by Alexander Selkirk, during his Solitary Abode in the Island of Juan Fernandez (1782, Verše, které mohl psáti Alexandr Selkirk v době své samoty na ostrově Juan Fernandez), báseň.
- Poems by William Cowpe (1782, Básně William Cowpera), sbírka básní, další vždy oproti předcházejícím rozšířená vydání jsou z let 1786, 1794–1795, 1798 a 1800.[4]
- The Rose (1783, Růže), báseň.
- The Task (1785, Úkol), rozsáhlejší báseň v blankversu, zdařilé splnění úkolu, který mu dala jeho přítelkyně lady Austenová, aby napsal báseň na svou pohovku. Báseň, zpočátku směšnohrdinská oslava tohoto kusu nábytku a parodující Johna Miltona, přechází postupně od pohovky k venkovu, objevuje se v ní satira na města a jejich korumpující přepych a oslava venkovského i vesnického života.[6]
- The Morning Dream (1788, Raní sen), báseň.
- The Negro's Complaint (1788, Černochova stížnost), báseň o otroctví z pohledu otroka napsaná na podporu abolicionismu.
- On Receipt of my Mother's Picture (1790, Když jsem dostal matčin obraz), báseň.
- Yardley Oak (1791, Yardleyský dub), báseň.
- To Mary (1793, Marii), jedna z nejvroucnějších autorových básní věnovaná Mary Unwinové.[5]
- The Castaway (1803, Trosečník), pochmurná autobiografická báseň napsaná roku 1799 a vydaná posmrtně, ve které básník srovnával svůj osud s námořníkem, který byl smeten bouří z lodi do moře a přes všechnu snahu jeho druhů a přes svou statečnou vytrvalost musel utonout, protože se nezjevily boží hlas a světlo, aby jej zachránily.[6]
- The Works of William Cowper (1833–1837, Díla Williama Cowpera), souborné vydání autorova díla uspořádané Robertem Southeym.

## Česká vydání
Ukázky z Cowperova díla jsou obsaženy v antologii Moderní básníci angličtí (Praha: Josef R. Vilímek 1898) v překladu Jaroslava Vrchlického.